# Episodi di Hunter (settima stagione)
La settima e ultima stagione della serie televisiva Hunter, composta da 22 episodi, è andata in onda sulla NBC dal 19 settembre 1990 al 26 aprile 1991. In Italia è stata trasmessa su Rai 2 nel 1992.
| nº | Titolo originale                 | Titolo italiano                              | Prima TV USA      | Prima TV Italia |
| -- | -------------------------------- | -------------------------------------------- | ----------------- | --------------- |
| 1  | Deadly Encounters - Part 1 & 2   | La pista rumena (prima e seconda parte)      | 19 settembre 1990 | 1992            |
| 2  | Deadly Encounters - Part 1 & 2   | La pista rumena (prima e seconda parte)      | 26 settembre 1990 | 1992            |
| 3  | Where Echoes End                 | Stupidi e razzisti                           | 3 ottobre 1990    | 1992            |
| 4  | Kill Zone                        | Tre piccole vietnamite                       | 10 ottobre 1990   | 1992            |
| 5  | The Incident                     | Un teste senza memoria                       | 24 ottobre 1990   | 1992            |
| 6  | A Snitch'll Break Your Heart     | Un giudice troppo severo                     | 31 ottobre 1990   | 1992            |
| 7  | Oh, the Shark Bites!             | Gli errori dei padri                         | 7 novembre 1990   | 1992            |
| 8  | The Usual Suspects               | 43 evasi e l'assassino                       | 14 novembre 1990  | 1992            |
| 9  | This Is My Gun                   | Ladri e quadri                               | 21 novembre 1990  | 1992            |
| 10 | La Familia                       | Clan e famiglia                              | 5 dicembre 1990   | 1992            |
| 11 | Acapulco Holiday                 | Hunter è nei guai                            | 12 dicembre 1990  | 1992            |
| 12 | Fatal Obsession - Part 1 & 2     | E liberaci dal padre (prima e seconda parte) | 9 gennaio 1991    | 1992            |
| 13 | Fatal Obsession - Part 1 & 2     | E liberaci dal padre (prima e seconda parte) | 9 gennaio 1991    | 1992            |
| 14 | Under Suspicion                  | Ingiusti sospetti                            | 16 gennaio 1991   | 1992            |
| 15 | The Reporter                     | Diritto di cronaca                           | 30 gennaio 1991   | 1992            |
| 16 | Room Service                     | Room Service                                 | 13 febbraio 1991  | 1992            |
| 17 | Shadows of the Past              | Ombre del passato                            | 20 febbraio 1991  | 1992            |
| 18 | The Grab                         | Sequestro di persona                         | 2 marzo 1991      | 1992            |
| 19 | All That Glitters                | Pupe e monete                                | 8 marzo 1991      | 1992            |
| 20 | Cries of Silence                 | Grida nel silenzio                           | 15 marzo 1991     | 1992            |
| 21 | Ex Marks the Spot                | Tutti quei soldi in più                      | 5 aprile 1991     | 1992            |
| 22 | Little Man with a Big Reputation | Charles Devane, testimone di nozze           | 26 aprile 1991    | 1992            |